# Young Dolph
Adolph Robert Thornton Jr. (n. 27 iulie 1985, Chicago, Illinois, SUA – d. 17 noiembrie 2021, Memphis, Tennessee, SUA), mai cunoscut sub numele său de scenă Young Dolph, a fost un rapper american. În 2016, și-a lansat albumul de studio de debut, King of Memphis, care a ajuns pe locul 49 în topul Billboard 200. A fost prezent pe albumul de succes al lui O.T. Genasis, Cut It, care a ajuns pe locul 35 în Billboard Hot 100. Cel de-al șaptelea album al lui Young Dolph, Rich Slave, a fost lansat în 2020 și a devenit cel mai bine clasat proiect al său, debutând pe locul patru în Billboard 200. În 17 noiembrie 2021, a fost împușcat și ucis în Memphis, Tennessee.